# Municipio de Overfield
El municipio de Overfield (en inglés: Overfield Township) es un municipio ubicado en el condado de Wyoming en el estado estadounidense de Pensilvania. En el año 2000 tenía una población de 1.532 habitantes y una densidad poblacional de 59 personas por km².

## Geografía
El municipio de Overfield se encuentra ubicado en las coordenadas 41°31′00″N 75°49′59″O / 41.51667, -75.83306.

## Demografía
Según la Oficina del Censo en 2000 los ingresos medios por hogar en la localidad eran de $37,898 y los ingresos medios por familia eran $45,216. Los hombres tenían unos ingresos medios de $31,897 frente a los $22,143 para las mujeres. La renta per cápita para la localidad era de $19,034. Alrededor del 9,4% de la población estaban por debajo del umbral de pobreza.